# Margarete Rudolphi

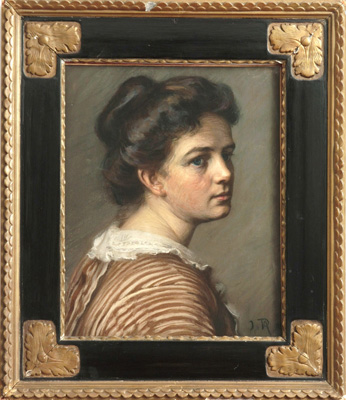
Margarete Rudolphi. 1909 gemalt von ihrem Ehemann Johannes Rudolphi.

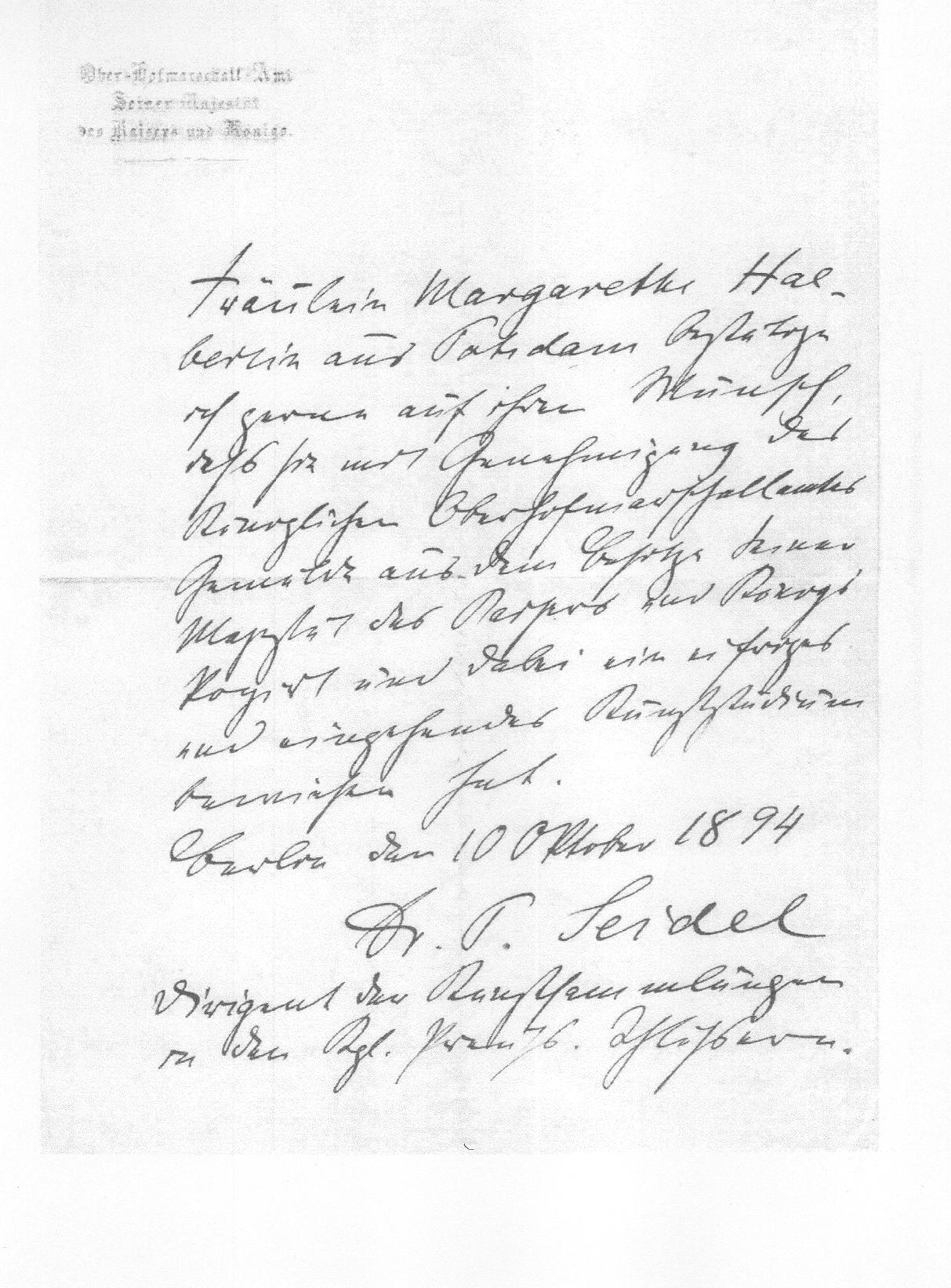
Zeugnis für Margarete Haeberlin, 1894

Margarete Rudolphi, geborene Haeberlin (* 16. April 1879 in Potsdam; † 19. November 1954 in Berlin-Dahlem) war eine deutsche Kunstmalerin, die sich später vor allem der Porzellanmalerei widmete.

## Leben

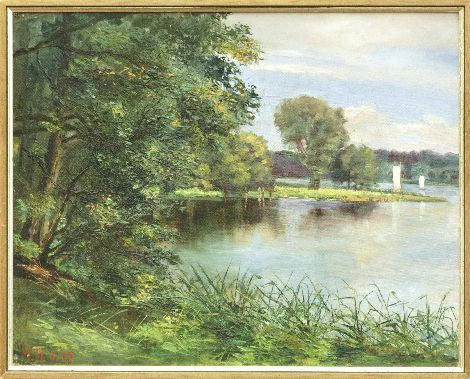
Erlen am Jungfernsee (1897); Öl auf Leinwand

Margarete Rudolphi war die Tochter des königlichen Hofbaurats Franz Haeberlin und dessen Ehefrau Fanny, geborene Braun. Ihre Kindheit verbrachte sie in Potsdam, wo die Eltern im Südteil des Neuen Gartens, im Holländischen Haus Nr. 1  wohnten. Mit Sondergenehmigung des Hofmarschallamtes erhielt die künstlerisch begabte junge Frau 1894 ein Volontariat in den königlichen Kunstsammlungen, wo sie sich durch das Kopieren von Gemälden autodidaktisch Malkenntnisse aneignete. Im ersten Jahr zeichnete die 15-jährige Margarete Haeberlin das Stillleben mit Geschirr und Gemüse in Kohle und in den darauf folgenden Jahren erste Aquarell- und Ölgemälde. Der Dirigent der Kunstsammlungen in den königlich-preußischen Schlössern, Paul Seidel, bescheinigte ihr 1894 Gemälde aus dem Besitz seiner Majestät des Kaisers und Königs kopiert und dabei ein eifriges und eingehendes Kunststudium bewiesen zu haben. Dieses Zeugnis ermöglichte ihr 1897 ein Studium an der Königlichen Akademie der Künste zu Berlin. In dieser Zeit entstanden zahlreiche Stillleben, Blumen- und Landschaftsgemälde in verschiedenen Maltechniken, mit Motiven aus der brandenburgischen Landschaft. Ihre Arbeiten versah sie zeitlebens mit dem Signet „M. H.“.
Im August 1901 heiratete Margarete Haeberlin Johannes Rudolphi, der sich als freischaffender Landschaftsmaler des Spätimpressionismus einen Namen machte. Nach der Eheschließung beugte sie sich der Konvention, gab ihre Arbeit an der Staffelei auf und widmete sich der Familie. 1902 kam der erste Sohn, der spätere Architekt Hellmut zur Welt. 1906 wurde Wolfram geboren, der sich zum Kunstmaler und Grafiker ausbilden ließ.
Nach dem Einzug in das eigene Haus mit Atelier in Berlin-Schlachtensee, Brunnenstraße 4, nahm Margarete Rudolphi ihr künstlerisches Wirken ab 1910 langsam wieder auf. Sie begann mit der Porzellanmalerei und ließ ihre Blumen- und Pflanzenmotive bei der Königlichen Porzellan-Manufaktur Berlin (KPM) brennen. Aufgrund der großen Nachfrage widmete sie sich ab 1920 ausschließlich dieser neuen Aufgabe.
Margarete Rudolphi starb 1954 in Berlin-Dahlem und fand neben ihren Eltern und ihrem vier Jahre zuvor verstorbenen Ehemann auf dem Friedhof in Potsdam-Bornstedt die letzte Ruhe.

## Werke (Auswahl)
- Stillleben mit Geschirr und Gemüse, 1894
- Landschaft im kleinen Hochformat, um 1894
- Landschaft im kleinen Querformat, um 1894
- Margeriten, um 1895
- Pferd mit Hund, 1895
- Blick auf den Königswald, um 1896
- Kleiner Margeritenstrauß, 1896
- Mohnkapseln, 1896
- Havelsee im Morgendunst, um 1897
- Erlen am Jungfernsee, 1897
- Schilf am Schwielowsee, 1897
- Stillleben mit Korb und Früchten, 1897
- Chrysanthemen, 1897
- Rote Tulpen, um 1897
- Weintrauben an der Hauswand, 1897
- Sumpfdotterblumen mit Korb, 1897
- Die Havel vor Sacrow, um 1898
- Gutshof an den Havelauen, um 1898
- Segler auf dem Jungfernsee, 1898
- Sacrow gegenüber, 1898
- Am Templiner See, 1898
- Stillleben mit Büchern und Rotwein, 1898
- Schilfstudie, um 1899
- Blütenpracht, 1899
- Oleanderstrauß, 1899
- Taglilien in Keramikvase, 1899
- Porzellanmalerei: Zahlreiche Blumen- und Pflanzenmotive